# Ruhrdeutsch
Als Ruhrgebietsdeutsch, Ruhrdeutsch oder Ruhrpottisch (in der Region auch Ruhrpöttisch oder Kumpelsprache genannt) wird der mündliche Sprachgebrauch im Ruhrgebiet (in der Region auch  Kohlenpott, später auch Ruhrpott bzw. Pott genannt) bezeichnet. Die meisten Sprachwissenschaftler stufen es als Regiolekt ein. Es handelt sich um eine am Ende des 19. Jahrhunderts entstandene Varietät des Hochdeutschen. Sie weist Einflüsse (Substrat) der alten niederfränkischen (bzw. niederländischen) Mundarten am Niederrhein und der niederdeutschen Mundarten in Westfalen auf. Diese Einflüsse betreffen den Satzbau, den Wortschatz und die Lautung. Hinzu kamen geringe Einflüsse der slawischsprachigen Arbeitsmigranten aus Oberschlesien, Masuren, Polen und Slowenien sowie aus dem Rotwelschen. Auch einzelne Übernahmen aus den angrenzenden ripuarischen und südniederfränkischen Mundarten sind darin verankert.

## Abgrenzung
Eine Abgrenzung zu den Sprachvarietäten des Umlandes des Ruhrgebiets ist schwierig. Im heutigen Ruhrgebiet wurden vor der Industrialisierung in einer breiten Zone entlang des Rheins niederfränkische Mundarten gesprochen, östlich davon Westfälisch. Heute wird am Niederrhein außerhalb der Agglomeration des Ruhrgebiets, also in der ländlich geprägten Rheinzone des Ruhrgebiets, der Regiolekt niederrheinisches Deutsch gesprochen, der sich in Aussprache, Intonation und weiteren Merkmalen nur unscharf vom Ruhrdeutschen abhebt. In Städten wie Duisburg, wo die städtische Umgangssprache niederrheinisch mitgeprägt ist, klingt das Ruhrdeutsche daher anders als in Dortmund, wo westfälische Einflüsse hervortreten.

## Entstehung
Zur Entstehung des Ruhrdeutschen wurde vielfach behauptet, es sei aus einem Mischungsprozess entstanden, parallel zur Zuwanderung im Laufe der Industrialisierung Ende des 19. Jahrhunderts. In Wirklichkeit, so Heinz H. Menge von der Ruhr-Universität Bochum, handelt es sich um eine einheimische Entwicklung. Um 1900 wurden die lokalen Dialekte vom Hochdeutschen abgelöst, in einem Prozess, der jahrzehntelang dauerte und während dessen die Menschen in einer Diglossie-Situation lebten. Die Zuwanderer, die traditionell für den Entstehungsprozess verantwortlich gemacht werden, waren damals großteils noch gar nicht anwesend. Grammatische Varianten stellen in der Regel also niederdeutsches oder niederfränkisches Substrat dar, schreibt Menge.
Die ursprünglichen westfälischen und niederfränkischen Mundarten des Ruhrgebiets sind heute nahezu vollständig durch das Hochdeutsche abgelöst worden. Vereinzelt findet man noch Sprecher des Niederdeutschen und Niederfränkischen.
Durch das westliche Ruhrgebiet verläuft die historische Grenze zwischen dem niederdeutschen Westfälisch und den Sprachen des Rheinischen Fächers. Diese Sprachgrenze ist als Einheitsplurallinie bekannt. Westlich dieser Linie wurden niederfränkische Mundarten gesprochen, so etwa das Duisburger Platt oder Mölmsch.
Die Sprachgrenzen im Ruhrgebiet haben dazu geführt, dass sich die Sprache in einzelnen Städten wie Oberhausen und Essen teilweise unterschiedlich entwickelt hat. So wird beispielsweise in Essen-Katernberg (Essen-Nordost), einer Region mit starker Zuwanderung aus dem Osten, mehrheitlich Ruhrdeutsch gesprochen. In den ebenfalls zum Bergischen gehörigen Gebieten Essen-Kettwig (Essen-Südwest), südlich der Uerdinger Linie, und einer Region mit starker Zuwanderung von Webern aus dem Aachener Raum, spricht man mehrheitlich „Rheinisch“.

## Beziehungen zu anderen Sprachen

### Niederdeutsch, Niederfränkisch und Ripuarisch
Das Ruhrdeutsche ist eine Varietät des Hochdeutschen. Das lange u, das im Hochdeutschen zu au diphthongiert wurde (Haus), erscheint auch im Ruhrdeutschen, von einzelnen Ausnahmen abgesehen (de Buuern), durchgängig als au.
Dennoch kann man im Ruhrdeutschen die niederdeutschen und niederfränkischen Substrate (Überreste einer älteren „Sprachschicht“) leicht ausmachen. Beispiele gibt es
- für die lautliche Ebene: -s im Auslaut bleibt stellenweise -t, so durchgängig für die Markierung des sächlichen Genus wie in wat, dat, et, kleinet usw. für hochdeutsch was, das/dass, es, kleines.
- auf morphologischer Ebene: die hochdeutsche Verkleinerungsform -chen ist im Ruhrdeutschen -ken bzw. -sken: Mäusken statt Mäuschen, Stücksken statt Stückchen, wie bei den südniederländischen Dialekten.
- auf grammatikalischer Ebene: Es findet sich die typisch niederdeutsche und niederländische Kasusunsicherheit, wie sie auch das Berlinerische hat. Dabei verschwindet die Unterscheidung zwischen Dativ und Akkusativ: Gib mich den Tee.
- im Wortschatz: Kusselköpper (auch: Kusselkopp) ist ein Purzelbaum; niederdeutsch Pütt / niederländisch put (Brunnen) wurde für das Bergwerk übernommen; vgl. auch Ausdrücke für ein mehr oder weniger erfolgloses Sich-zu-schaffen-Machen wie knibbeln, fuckeln, prockeln.

Typisch ruhrdeutsche Anverwandlungen des Niederdeutschen sind nicht immer deutlich von in Norddeutschland allgemein üblichen Spracherscheinungen zu trennen, auch wenn die konkrete Ausformung typisch für das Ruhrdeutsche sein kann:
- Auffällig ist die große Zahl von Schmelzwörtern (Kontraktionen), wobei Ruhrdeutsch dem Niederländisch stark ähnelt. So wird „hast du“ zu hasse, „sag mal“ zu samma, „hör mal“ zu hömma, „auf dem“ zu aufm. In diese Kontraktionen lassen sich auch Pronomen und Artikel einbauen – vgl. hönnsema! für „Hören Sie mal!“, oder willzen haben für „willst du ihn/den haben?“, oder willzen Pils? für „willst du ein Pils?“.
- Der Gebrauch von tun als Hilfsverb und Träger der Person-Endung oder auch die „am + Infinitiv“-Form zur Konstruktion von Verlaufsformen ist ebenfalls in Norddeutschland (auch in den niederländischen Mundarten) verbreitet: ich bin am lesen, ich tu dich dat nich geben. Letzteres ist im Ruhrdeutschen im Schwinden begriffen.
- Gelegentlich wird der Laut j durch g ersetzt: gezz halt ma den Rand; geedn Tach unn geedn Tach (an jedem einzelnen Tag). Es handelt sich hier um eine Hyperkorrektur, da in vielen nieder- und mitteldeutschen Dialekten dem hochdeutschen g- ein j- entspricht.

Übergangsvarianten des Ruhrdeutschen reichen von westfälischer Intonation bis zu rheinischen Formen im Westen. Nach Lexik und Phonetik der Sprecher lassen sich nach volkstümlicher Auffassung sogar einzelne Stadtteile im Ruhrgebiet identifizieren. Diese These ist jedoch umstritten.
Markant ist zum Beispiel die Bestätigungspartikel des westlichen und mittleren Ruhrgebiets: das „Nä/Ne?“ oder „Näch?“, was auch typisch für das Rheinland ist, wohingegen im östlichen Ruhrgebiet ab dem Dortmunder Süden und im Grenzland zum Sauerland „woll?“ vorherrscht.
Eine weitere Variante dieser Bestätigungspartikel, allerdings auf den Übergangsbereich zum Sauerland beschränkt, bildet das „wonniech?“ oder „wonnich?“ Dies ist in weiten Teilen des Ruhrgebiets unbekannt.

### Weitere Mundarten, Soziolekte, Sprachen
Gelegentlich sind Importe aus anderen Mundarten oder Soziolekten festzustellen. Auch hier ist es oft schwierig, die Grenzen etwa zu verwandten Regiolekten klar zu ziehen. Beispiele:
- Kölsch bzw. Ripuarisch: Kappes = Mistzeug, schlechte Idee (ursprünglich Kohl); ne fiese Möpp
- Berlinisch: töfte = prima (aus dufte); jottweedee sein = abgelegen, ‚in der Pampa‘ (aus der Berliner Abkürzung jwd, scherzhaft für janz weit draußen)
- Ostpreußisch: Lorbass = Schlingel
- Rotwelsch: Schore = Hehlerware, umgsp. Heroin; flöten gehen = verloren gehen, verschwinden; in Kluft = fein angezogen. Hier ist die Beleglage naturgemäß schwierig, da Rotwelsch eine Geheimsprache sein will.

Eine besonders minderwertige Ware wird (wurde) auch im Jargon der Händler im ruhrgebietlichen Großmarktmilieu als Seibelschore bezeichnet.
Andere lexikalische Einflüsse kommen
- aus dem Jiddischen, z. T. vermittelt über das Rotwelsche: Maloche (Arbeit; jiddisch/hebräisch:  מלאכה), Massel (Glück, 'Schwein haben'; jiddisch/hebräisch: מזל), Schickse (Mädchen, neutral oder abwertend; jiddisch: שיקסע), „Ische“ für „Freundin“, von hebräisch אישה (ischa, Frau), stickum (stiekum) = heimlich, unauffällig. Viele dieser Ausdrücke sind jedoch auch in den anderen überregionalen deutschen Umgangssprachen geläufig.
- aus dem Polnischen: Mottek (młotek) für den (Bergmanns-)Hammer oder Matka (polnisch für Mutter, Mütterchen) abwertend für eine ältere Frau. Diese Einflüsse sind zahlenmäßig gering.

Hinzu kommen punktuell Entlehnungen aus verschiedenen Sprachen, die jedoch nicht selten Pseudo-Entlehnungen sind und nur Anspielungen auf typische Klangstrukturen einer anderen Sprache darstellen, soweit sie nicht überhaupt mehr oder weniger verunglückte Versuche sind, einer fremdsprachigen Orthographie oder Lautung ein irgendwie regional artikulierbares Lautgebilde zuzuordnen. Hierbei kommt zum Tragen, dass viele Sammlungen eine mangelnde Bildung und Weltläufigkeit der Ruhrgebietsbewohner zum Markenzeichen der Ruhrgebietskultur emporzustilisieren trachten.
Beispiele:
- Russisch: Rabotti (von работа, rabota = Arbeit oder работать, rabotat' = arbeiten) = arbeiten!, lasst gehen!
- Französisch: aus dem/der Lamäng = aus dem Handgelenk, mit Links; die Haute Wollaute = die höheren gesellschaftlichen Kreise (aus la haute volée), z. T. vermittelt über das Rheinische u. Kölsche
- Englisch: Wollwott = Woolworth; Örni = dickes Teil, aus engl. Ernie; Kornebeff = Corned Beef; Böffstück = Beefsteak
- Italienisch: pickobello/schickobello = tipptopp; allet paletti = alles klar; Bello = großes Teil; lecko mio = Ausdruck des Erstaunens; Monte Schlacko = Schutthalde; Mamma mia!
- Spanisch: mit Karacho = mit hoher Geschwindigkeit, schwungvoll
- Pseudo-Lateinisch: Kasus knacktus = springender Punkt
- in neuerer Zeit auch aus dem Türkischen: Eschek = Blödmann, aus eşek = Esel.

### Bergarbeitersprache
Ein nicht geringer Teil des Alltags-Wortschatzes stammte aus Bergbau- und Industriearbeiterkultur. Durch den Rückgang der Montanindustrie ziehen sich damit verbundene Wörter und Redewendungen mehr und mehr aus dem Ruhrdeutschen zurück. Hängen im Schacht, Mutterklötzken, unter Tage, vor Kohle, dat Gedinge kaputt machen u. v. a. Der Ausdruck vor Ort hat sich indessen sogar im Hochdeutschen etabliert, allerdings in veränderter bzw. erweiterter Bedeutung (ursprünglich „am Ende des Grubengangs, an der Abbaustelle“).
Auch die Sprüche wie „da iss abber Futtsack dran“ (damit stimmt etwas nicht), stammen aus der Bergmannsprache zur Zeit der Grubenpferde (Futtsack = Futtersack).

## Lautliche Besonderheiten
Besonders im westfälischen Ruhrdeutsch wird das „r“ u. a. im Auslaut praktisch durchgängig ersetzt durch einen Mischvokal aus stummem -e und dunklem -a: „Kiiache“, „Doatmund“, „Eade“, „Vatta“, „Kinda“, eine Ausspracheerscheinung, die im Deutschen üblich ist, hier ist die r-Vokalisierung jedoch stärker abgedunkelt. Der Gelsenkirchener Stadtteil Buer [buːɐ̯] spricht sich demnach Buua aus, das Dehnungs-e längt dabei den Vokal u. In der Kombination „-urg“ bzw. „-urch“ wird das „-r“ gebietsweise durch „i“ vokalisiert (Düüsbuich, duich, fuichbaa).
Am Silbenende wird -ar, auch in den Schreibungen ‚-ahr‘ und ‚-arr‘, als gelängtes a gesprochen. So sind im Ruhrdeutschen warten und waten in der Aussprache praktisch nicht zu unterscheiden, ebenso wenig wie Bart und Bad oder Start, starrt und Staat.
Der Vokal vor silbenauslautendem -r wird oft halb gelängt: Steean (Stern), auch Stääan; Spooat (Sport), „Gelsenkiiachen“. Auch hier gibt die Doppelschreibung der Vokale die nur halbe Vokalverlängerung unzureichend wieder.
Auffällig ist die Aussprache der Diphthonge au, ei, eu, äu vornehmlich im westfälischen Teil des Ruhrdeutschen, bei denen der erste Vokal leicht gelängt wird: wolln ma so saagen: waaisi aau nich war eine legendäre Allround-Antwort von Jürgen von Manger. Auch hier übertreibt die Vokalverdoppelung in der Schreibung das Verhältnis der Längen in der tatsächlichen Aussprache (bei Manger kommt das annähernd hin).
Lange Vokale des Standardhochdeutschen werden im westlichen und südlichen Ruhrgebiet oft verkürzt: „Farratt“ („Fahrrad“), „Bannoff“ („Bahnhof“), „Vatta“ („Vater“), „Omma“ („Oma“). Zum westfälischen Sprachraum hin wird immer stärker gedehnt, mit Übergang zum ehemals niedersächsischen Sprachraum des Münsterlandes schließlich deutlich überdehnt.
Umgekehrt gibt es im lexikalischen Bereich und bei den Wortzusammenziehungen eine größere Zahl von Lautumgebungen, bei denen an der Silbengrenze auf einen Kurzvokal ein stimmhafter Konsonant, geschrieben als Doppelkonsonant, folgt. Eine solche Aussprache widerspricht den Regeln der Laut-Buchstaben-Beziehungen des Standarddeutschen, nach denen auf Kurzvokale zwischensilbisch in aller Regel stimmlose Konsonanten folgen. Einige Beispiele für diese Eigenart im Ruhrdeutschen (und teilweise in anderen norddeutsch geprägten Regiolekten und Mundarten):
habbich (habe ich), abknibbeln (mit den Fingernägeln entfernen, z. B. ein Etikett), Dubbels (zusammengeklappte Butterbrote), aufribbeln (verstrickte Wolle zwecks Wiederverwendung wieder aufräufeln), feddich (fertig), wadde ma (warte mal), Mudder (Mutter), Maggarine (Margarine), krijjich (krieg’ ich), marrich (mach ich), et fisselt (in feinen Tröpfchen regnen), Dussel (gedankenloser Mensch), Äwwinn (Erwin).
Das Merkmal gilt nicht generell: Ein norddeutsches biddee (bitte) kann im Ruhrgebiet schon mal als bidde ausgesprochen werden, normalerweise aber sagt man bitte.
Das Lautphänomen Kurzvokal + stimmhafter Konsonant lässt sich beim s-Laut mit der üblichen nicht-lautschriftlichen Rechtschreibung, die sich an die deutsche Standard-Orthographie anlehnt, nicht adäquat wiedergeben: -ss- ist nach neuer Rechtschreibung immer stimmlos, in Wörtern und Kombinationen wie Massel, Brassel, fisseln, isser (ist er), Schussel, Dussel, musser (muss er), krüsselich (kraushaarig) u. v. a. wird es im Ruhrdeutschen aber stimmhaft gesprochen. Damit verbundene Schwierigkeiten lassen sich anhand der Präsenskonjugation von sein verdeutlichen, wenn zu Zwecken der Demonstration einmal konsequent -ß für stimmloses und -s- für stimmhaftes -s- benutzt wird: da binnich – da bißße – da isser – da ißßse – da sinnt wer (sinn wer) – da seiter (seider) – da sinnt se (sinn se). Ohne Lautschrift ist das nicht lösbar. Ähnliche Probleme gibt es bei allen Dialekten und Regiolekten.
In einer Reihe von Wörtern tritt -pf- als -pp- auf: Zieh den Kopp ein. – Ich hab rechts en Gips un kann nur noch auf eim Bein hüppen. – Kannze dat noch innen Koffer reinstoppen?
Im westfälisch geprägten, östlichen Randgebiet des Ruhrgebiets wird „ch“ nach vorderem Vokal + vokalisiertes „r“ (Kiache [westf. jedoch: Kiärke]) häufig wie im Westfälischen als velarer Reibelaut wie in ach ausgesprochen, während es im Standarddeutschen als stimmloser palataler Frikativ erscheint.
Häufig wird im westfälischen Teil des Ruhrgebiets der Buchstabe „l“ im Auslaut wie im englischen „well“ velar‚ das heißt als hartes „l“ ausgesprochen. Auch diese Ausspracheerscheinung ist im gesamten westfälischen Sprachraum verbreitet.
Besonders die letztgenannten Ausspracheerscheinungen sind den Menschen im mittleren und westlichen Ruhrgebiet vollkommen fremd und ein deutliches Zeichen für die immer noch feststellbare, als fließender Übergang zu verstehende Sprachscheide zwischen dem Westfälischen und dem Rheinischen. So liegt der Übergang vom niederfränkisch beeinflussten r nach vorderem Vokal zum westfälischen stimmlosen palatalen Frikativ deutlich östlich der als ehemalige Sprachgrenze vorgeschlagenen Einheitsplurallinie bei Essen-Werden („Deilbachlinie“).
Die oft als typisch ruhrdeutsch angesehene Aussprache des auslautenden „g“ als [ç] (Ich-Laut) in Wörtern wie König, wenig ist allerdings standardsprachlich richtig. Abweichungen von der Standardsprache ergeben sich etwa bei Wörtern, wo das Endungs-g einem r folgt und es im westlichen Teil wie ein [ç] ausgesprochen wird, wie beispielsweise in Duisburg, Hamburg, Nürnberg. Auch hier benutzten ältere Sprecher im östlichen Ruhrgebiet statt des palatalen [ç] häufiger den velaren ach-Laut. Im Übrigen wird endsilbiges „-g“ auch dort generell als [ç] ausgesprochen, wo dies standardsprachlich nicht möglich ist: wechtun (weglegen, wegstellen), Fußweech (Fußweg); mööchlich, Anzuch, waach et nich! usw. Die schriftliche Wiedergabe durch „-ch“ widerspricht der Orthographieregel der Wortbildkonstanz (wagen – wag es nicht!).
Ebenfalls deutlich abweichend von der standarddeutschen Aussprache: Tag = Tach (mit kurzem a), sag = sach (ebenso), mag = mach (ich mach keine Erbsensuppe), Krieg = Kriiech (mit im Vergleich zu Hochsprache tendenziell etwas langgezogenem „i“).
Bei einer Reihe von häufig gebrauchten Wörtern entfallen die Endkonsonanten: au (auch), maa (mal, beides kombiniert in auma), do (doch), nich oder ni (nicht) und andere. Dazu gibt es eine Reihe von lustig gemeinten Sprachspielen (Satz mit wammamaa und hattata? Wammama auf Schalke, hattata gereechnet!), aber auch alltägliche Muster wie annä donnich (ach nee, doch nicht), kumma (kuck mal) oder waddema eemt (warte mal eben).
In einigen Ortsbezeichnungen und Eigennamen tritt das sogenannte Dehnungs-e auf, das nicht typologisch für das Ruhrgebiet ist, sondern auf die Schreibtraditionen des Mittelniederdeutschen und Mittelniederländischen zurückgeht, und im gesamten Bereich des Rheinlands und Westfalens (z. B. im Münsterland: Coesfeld, Raesfeld) auftritt. Es führt nicht zur Umlautung des Vokals davor, sondern zu seiner längeren Aussprache. Oer-Erkenschwick spricht sich wie „Ohr-E.“ und nicht „Öör-E.“ Analog dazu: Gelsenkirchen-Buer, Soest, Duisburg-Baerl (niederrheinisch) u. a.

## Grammatik
Kontraktionen von Präposition + bestimmtem Artikel sind häufiger als in der Standardsprache. Ermöglicht wird dies durch die Tatsache, dass deutsche Artikel ihre Genus-, Kasus- und Numerusmarkierungen am Ende tragen. Prototypisch wären im Akkusativ die Verbindungen füren/fürn Pappa, füre Mamma, fürt Kläusken, füre Kinder. Bei Präpositionen, die den Dativ regieren, sowie bei den statisch verwendeten Wechselpräpositionen wird der Akkusativ bevorzugt; Formen wie beier Apotheke (bei der A.) oder beien Kindern (bei den K.) klingen hier schon recht hochdeutsch. „Echtes“ Ruhrdeutsch wäre bein Oppa (aus „bei den“), beie Omma (aus „bei die“), bein/beit Putzen (aus „bei den“ oder „bei dat“) und beie Schimanskis (aus „bei die“).
Verben + nachgestellte Personalpronomina verschmelzen regelmäßig. An der Verbindungsstelle kommt es zu zusätzlichen lautlichen Anpassungen. Hier die Serie mit kommen im Präsens: kommich, kommße, kommter, kommtse, kommdet/kommtet, kommwer, kommder/kommter, kommse/kommense.
Unmittelbar folgende Pronomen oder Artikel werden nach Möglichkeit in den Verbverband integriert: dann habbijjen eine geklatscht (dann habe ich ihm …); wann hassen denn angerufen (wann hast du ihn …); kennzen gutet Buch fürn Urlaub? (kennst du ein …) und Finnzat nommaal? (Findest du das …).
Der Genitiv, der im gesamten deutschen Sprachraum im Schwinden begriffen ist, wird insbesondere im Ruhrdeutschen wo immer möglich durch einen Dativ bzw. Akkusativ ersetzt: wegen dem Regen / wegen den Regen … statt wegen des Regens … (auch: „Weil dattet am Reechnen is“). Während wegen + Dativ auch im übrigen deutschen Sprachraum verbreitet ist, geht das Ruhrdeutsche noch einen Schritt weiter, indem es den sächsischen Genitiv durch die Konstruktion Nomen im Akkusativ + (Possessivpronomen + Nomen) im syntaktisch verlangten Fall ausdrückt: „mein Vatta seine Kabache“ („das [alte] Haus meines Vaters“), „den Manni seine Perle“ („Manfreds Freundin“). Hierbei scheint es sich um niederfränkisches bzw. niederdeutsches Substrat zu handeln. Beliebt ist natürlich auch der Genitiversatz mit von.
Umgekehrt werden Prädikatsnomen (Gleichsetzungsnominative) und Vokative (Namen und Wörter im Anredefall, im Deutschen normalerweise Nominativ) gelegentlich durch den Akkusativ ausgedrückt: „Du bissen toften Kerl. – Ey, du Doowen! – Ey, Kurzen, komma hier!“ – ein Phänomen, das im gesamten mitteldeutschen Sprachraum vereinzelt anzutreffen ist, z. B. in Köln und Berlin, aber auch im norddeutschen Hamburg.
Akkusativ und Dativ werden in beiden Richtungen vertauscht. So heißt es: „Gehma am Telefon!“, „Sie! Ich sach’ Sie watt!“, „Gehma beie Omma!“, „Wollder mitten Wagn komm?“, „Aufe Aabeit waa heute echt wat los.“.
Verbreitet ist auch die Westfälische bzw. Rheinische Verlaufsform („Ich bin am Malochen“ = „Ich arbeite (schwer)“, „Et is am Reechnen“ = „Es regnet“). Diese ist auch in anderen Dialekten und zunehmend in der Standardsprache verbreitet und kann im Ruhrdeutschen gelegentlich mit einer charakteristischen Erweiterung auftreten: „Ich bin am Malochen dranne.“ Der Beginn eines Geschehens lässt sich so ausdrücken: „Et fängt am reechnen (an)!“ („Es beginnt zu regnen“). Diese Verlaufsform kann auch mit anderen Hilfsverben als sein konstruiert werden, z. B. mit anfangen oder halten: „Der hielt sich am Schimpfen dran“ („hörte nicht auf zu schimpfen“), oder selbstironisch mit machen, bei halsbrecherischer Syntax, in „Mach mich nich dat Hemd am Flattern!“ ≈ „Hör auf, sonst krieg ich noch Schiss.“
Passiv-Formen werden seltener gebraucht, und wenn, dann gelegentlich in falsch oder schief konstruierter Weise: „Hier werden Sie geholfen.“ – „Meine Omma is gezz inn Heim, da kricht se schön gekocht un allet sauber gemacht.“
Auffällig ist die deutliche Bevorzugung gesplitteter ‚Pronominaladverbien‘ mit da- als erster Silbe (davon, darüber, dagegen), das dann häufig doppelt auftritt: Da waaisi nix von. – Da kannze nix (da)gegen sagen. – Da wolldich mit dir ma drübber sprechn.
Auch Präpositionen und Richtungsadverbien können analog dazu redundant benutzt werden und in einer Art Echo-Konstruktion auftreten: Stell ma den Schrank dreckt anne Wand ran. Ich bin int Haus rein(gegangen). Willze nache Omma hin?
Der Gebrauch der Präpositionen weist darüber hinaus Besonderheiten auf: Im mittleren und östlichen Ruhrgebiet wird insbesondere das die Bewegung in eine Richtung anzeigende Wort „zu“ häufig durch „bei“ ersetzt, wobei entweder der Dativ („Ich geh’ beim Barras“ „Ich gehe zur Bundeswehr“) oder der Akkusativ folgen kann („Gehma bei die/beie Omma“).
Im Ruhrgebiet, aber auch oft im restlichen Nordrhein-Westfalen geht man öfter mal „nach“ dem Krankenhaus und nicht „zum“ Krankenhaus, wobei „nach“ für längere Entfernungen verwendet wird und „bei“ für kürzere Distanzen („Komma bei mich bei!“).
Zusammensetzungen mit „bei-“ bezeichnen im Bereich manueller Arbeit ein Nachbessern bzw. eine nicht zwingend mit dem Anspruch von Perfektion ausgeführte, mehr oder weniger hingestümperte Abschluss-Arbeit: „Ich geh da nomma mitte Flex bei.“ „Da musse aba nomma beigehn“ bedeutet dementsprechend so viel wie „das ist so ja wohl noch nicht fertig“.
Im westlichen Ruhrgebiet wird das „nach“ des Öfteren durch das „im“ ersetzt: „Ich geh im Bett“ („Ich gehe zu Bett“).
Auch „auf“ kann in dieser Bedeutung Verwendung finden: „Auf Schalke gehen“ bezeichnet den Besuch eines Fußballspiels im Stadion des FC Schalke 04.
Konjunktionen wie „wegen“, „weil“, „anstatt“ werden häufig durch Nebensatzkonstruktionen ersetzt:
- „Aufgrund des Regens“ → „Weil dattet am Reechnen is“ bzw. „Weil et am Reechnen is“,
- „Anstatt sich neue Probleme aufzuhalsen“ → „Eh datta sich neuen Trallafitti am Hals hängt“[2]

(Die) Artikel können häufig ausgelassen werden: „Ich bin auf Aabeit“, oder sie werden verkürzt: „Ich bin aufe Arbeit“.
Die meisten dieser Merkmale werden aus der niederdeutschen Herkunft des Ruhrdeutschen erklärt. Polnische Einflüsse sind kaum nachweisbar. Es wurde spekuliert, dass die gelegentliche Auslassung von Artikeln durch die artikellose polnische Sprache bzw. den masurischen Dialekt beeinflusst wurde. Diese These ist jedoch umstritten.
Eine weitere Besonderheit der Ruhrsprache bildet die hochdeutschen Sprechern teilweise unangemessen erscheinende Verwendung des Plusquamperfektes: die Formulierung „war lecker gewesen“ benutzt man nicht etwa, wenn man von einem zeitlich vor dem erzählten Ereignis liegenden Festmahl berichtet, sondern durchaus direkt nach Beendigung der Mahlzeit – „war schön gewesen“ z. B. bei der Verabschiedung der Mitteilnehmer eines gemeinschaftlichen Ausfluges.

## Wortschatz
Der Wortschatz des Ruhrdeutschen entspricht weitestgehend dem Hochdeutschen. Viele als ruhrgebietstypisch ausgewiesene Wörter sind Bestandteil der umgangssprachlichen Schicht des Hochdeutschen, meist im ehemaligen niederdeutschen Sprachgebiet, und nicht ausschließlich auf das Ruhrdeutsche beschränkt. So ist der Gebrauch des Wortes malochen, das im Allgemeinen als Kennzeichen des Ruhrdeutschen empfunden wird, inzwischen in weiten Teilen Norddeutschlands als Synonym für arbeiten verbreitet. Der Ausdruck „Rabotti“ für „schweres Arbeiten“ ist auch im Rheinischen gelegentlich anzutreffen.
Ausdrücke wie Mottek für Hammer oder Mattka (beides aus dem Polnischen) für eine korpulente, ungepflegte ältere Frau, die in der Gesamtheit des Wortschatzes ebenfalls als kennzeichnend für das Ruhrdeutsch genannt werden können, sind vielen Sprechern des Hochdeutschen im Ruhrgebiet sogar nicht einmal mehr geläufig. Insgesamt ist der Bestand polnischer oder masurischer Worte im Ruhrdeutschen begrenzt. Stärker vertreten sind Begriffe, die dem Niederdeutschen entlehnt sind und historisch auch in anderen niederdeutschsprachigen Gebieten geläufig waren, wie etwa „Kabache“ (altes, baufälliges Haus), „Kabuff“ (Raum, Abstellkammer).
Eine Reihe von Wörtern und Redewendungen dürfte ungeachtet sonstiger Verbreitung im deutschen Sprachraum, vor allem in der Kombination mit sonstigen ruhrsprachlichen Eigenheiten, ruhrgebietstypisch sein, so z. B. aamet Tucktuck (Ausdruck ironisch gespielter Bemitleidung); Appelkitsche (nicht verzehrter Rest des Apfels mit Kerngehäuse); rumbandusen (herumtollen); Ascheneimer (aussterbend für Mülleimer); beikommen (sich von einer Anstrengung erholen); Blaach, Blaagen (Kind, -er); Botanik (freie Natur, Gegenteil zu Stadt bzw. befestigter Weg); Dubbels (zusammengeklappte Butterbrote); duhne (nicht bei klarem Verstand, benebelt); ette (betontes Personalpronomen mit der Bedeutung ‚der da‘ oder ‚die da‘: Wer waa dat? – Ette!); fitschen (rennen, mit kurzen Beinen); i-Dötzken (frisch eingeschultes Kind); Klätschkopp (intensiv gelgestützte Frisur, früher mit Brisk (Frisiercreme) oder ‚klar Wasser‘ realisiert); knaatschich (missgestimmt, weinerlich); knöttern (halb trotziges, anhaltendes Weinen, Herumjanken); Köpper (Kopfsprung im Schwimmbecken); Köttel (Kind bis ca. Grundschulalter); Kusselköpper/Kusselkopp (mit weich bzw. stimmhaft gesprochenem -ss- : Purzelbaum, Rolle vorwärts); labberich (geschmacksarm, z. B. zu dünner Kaffee, und als Gegenteil von 'knackig', z. B. labberiger Salat); Lauschepper = Schnorrer, einer der alles umsonst haben will; lurig (schlapp, antriebslos, müde, reaktionsunfähig); seine Olle, ihr Oller (Ehepartner); Pellemänner(s) (Pellkartoffeln); Pilleente (Gummi-Quietscheente für die Badewanne); Pullefass (Zinkbadewanne); schäbbiget Wetter, schäbbich draußen (unangenehmes, nasskaltes Wetter); schattich (Euphemismus für kaltes Wetter); Pestizillen (Bakterien/Viren); Schlickefänger (Filou, Schlitzohr); schlörn/schlörren/schlurrn u. ä. (mit sich rumschleppen: Den ganzen Tach schlört die dat Blaach mit sich rum.); mit Schmackes (mit Elan, mit heftigem Schwung); spinkßen (heimlich mit den Augen verfolgen, z. B. ‚umme Ecke spinkßen‘); Spinnewipp (dünner, langgliedriger Mensch, vermutlich abgeleitet von den Zitterbewegungen der langbeinigen Weberknechte); Stocheisen (Schürhaken); wullacken/wullachen (körperlich hart arbeiten) und andere. Kaum einer dieser Ausdrücke dürfte außerhalb des Ruhrgebiets völlig unbekannt sein.
Zur Lexik zählen auch regionaltypische Anpassungen von Vornamen. Bedarf für solche Verschleifungen besteht u. a. auf dem Fußballplatz, um dem Angerufenen zu signalisieren, dass man frei steht, oder bei Zurufen in einer lauten Arbeitsumgebung. Hier eine kleine Auswahl:
Änne (Johanna, Anna u. Ä.), Delleff (Detlef), Elli/Else (Elisabeth u. Ä), Friddelm, Günni (Günther), Häbbätt oder Häbbäät (Herbert), Hennes (Johannes u. Ä.), Hettie (Hedwig), Hilde/Hille (Hildegard), Jupp (Josef, sarkastisch auch für Jesus: Jupp am Nagel oder Lattenjupp), Kalla/Kalle (Karl), Käthe (Katharina), Kläusken, Kuddi (Kurt), Manni (Manfred), Nobbi (Norbert), Päule (Paul), Pidder/Pedder (Peter), Waller (Walter), Wenner (Werner), Woffgang (Wolfgang). Vornamen werden außer beim Vokativ (direkter Anrede) oft mit dem bestimmten Artikel ausgestattet: der Kuddi waa dat (das war Kurt).

## Bekannte Kabarettisten und Schauspieler
Der bekannteste Fernsehschaffende des Ruhrgebietes war der – nicht aus dem Ruhrgebiet stammende – Schauspieler Jürgen von Manger, der als Frührentner „Adolf Tegtmeier“ auftrat. Daneben gab es die Volksschauspielerin Tana Schanzara. Die Journalistin Elke Heidenreich spielte früher in Radiokolumnen „Else Stratmann, Metzgersgattin aus Wanne-Eickel“. In der Bundesligasendung „ran“ und bei „premiere“ gab es lange Zeit die aktuellen Kommentare von Günna (Bruno Knust). Ludger Stratmann spielte „Doktor Stratmann“ und auch den Hausmeister „Jupp“.
Heute ist der in Duisburg-Neumühl aufgewachsene Kabarettist Uwe Lyko als „Herbert Knebel“ einer der bekanntesten Vertreter des Ruhrdeutschen. Er spricht vor allem Ruhrdeutsch mit niederrheinischem Akzent. In Dortmund verkörpert Bruno Knust seit über 20 Jahren die Figur „Günna“ im Theater Olpketal.
Mehr als 20 Jahre lang traten Gerburg Jahnke aus Oberhausen und die Mülheimerin Stephanie Überall als Kabarettduo Missfits auf.
Der Ruhrsprache bedient sich auch die Kunstfigur Atze Schröder.
Weitere bekannte Künstler, die zumindest zeitweilig Ruhrdeutsch als Idiom einsetzen, sind Micky Beisenherz, Susanne Betancor als „die Popette“, Eva Kurowski, Jochen Malmsheimer, Frank Goosen, Hennes Bender, Patrick Joswig, Jürgen Mikol, Kai Magnus Sting, Torsten Sträter, Dirk Dautzenberg, Fritz Eckenga, Anke Engelke, Willi Thomczyk und Helge Schneider.

### In den Druckerzeugnissen
Die örtlichen Tageszeitungen ließen in früheren Jahrzehnten in den Samstagsausgaben zwei Vertreter der Sprache in Glossen agieren: Die NRZ ließ den „Ämmil Cerwinski“ antreten, das Alltagsleben in Parabeln zu glossieren, die parallel erscheinende WAZ ließ die fiktive Figur Kumpel Anton berichten. Diese Glossen wurden eingestellt, in der WAZ vor einigen Jahren wiederbelebt, inzwischen aber erneut eingestellt. Immer gleiche Glossenanfänge schufen Identität für die Leser. In der Dortmunder Ausgabe der Ruhr-Nachrichten erscheint samstags immer regelmäßig noch die wöchentliche Glosse „Hömma, Fritz“ von Bruno „Günna“ Knust.
„Gehich ahms anne Bude unn hol Ziaretten, treffich Kalla. ‚Mannomann‘, finga an …“ in der NRZ
„‚Anton‘, sachtä Cerwinski für mich, ‚…‘“ in der WAZ
Der Kumpel Anton wurde in Buchform, aber inzwischen auch als Hörbuch (Sprecher: Bruno „Günna“ Knust) veröffentlicht. „Kumpel Anton, Ersten Bannt“ usw. Diese Aufbereitungen der Ruhrgebietssprache sind von größerer Authentizität als die Bühnen- und Fernseh-Präsentationen von Adolf Tegtmeier über Else Stratmann bis zu Herbert Knebels Theaterspiel.
Von den Romanen von Hans Henning Claer, die im Ruhrmilieu spielen, wurden einige auch verfilmt. 
Bekannt wurden gleichfalls die bis 2019 fünf Asterix-Mundartbände auf Ruhrdeutsch. Die ersten zwei sind übersetzt von Claus Sprick und Reinhard Stratenwerth, die späteren von Hennes Bender. Sie bilden von der Startseite weg auch in Details eine Übertragung in das karikierende Ruhrdeutsch der bekannten Ruhrgebietskomiker.

### In der Musik
Im Dialekt gesungen haben zum Beispiel:
- Tana Schanzara: „Vadda, aufstehn …“ (1970)
- Erwin Weiss („Ährwin“): „Dat muss doch auch mal sein“ („Wenn dich dein Mäusken beisst“) (1973)

Das Lied „Currywurst“ (1982) von Herbert Grönemeyer (geschrieben von Diether Krebs) ist eine Hommage sowohl an die besungene Wurst als auch an die Ruhrgebietssprache:
- „Gehsse inne Stadt, wat macht dich da satt – ’ne Körriwuass! Kommsse vonne Schicht, wat schön’ret gibbet nich als wie Körriwuass“ oder
- „Auff’m Hemd, auffe Jacke, Ker wat is dat ne Kacke! Allet voll Körriwuass“.

### Im Film
Der Kinofilm Was nicht passt, wird passend gemacht spielt, wie auch Bang Boom Bang – Ein todsicheres Ding und Goldene Zeiten, im östlichen Ruhrgebiet, bei allen drei Filmen führte Peter Thorwarth die Regie. Er bekam auf der Berlinale den Jupiter-Publikumspreis als bester deutscher Film 2002.

### Wissenschaftliche Publikationen
- Anne Katrin Becker: Ruhrdeutsch – die Sprache des Ruhrgebiets in einer umfassenden Analyse. Dissertation. Freiburg (Breisgau) 2003, Elektronische Ressource, Online-Publikation: PDF; 2,9 MB
- Dietrich Hartmann: Zu Wortbildung und Metaphorik im umgangssprachlichen Wortschatz des Ruhrgebiets. In: Niederdeutsches Wort. 40, Aschendorff, Münster 2000, ISSN 0078-0545, S. [27]-46.
- Arend Mihm: Sprache an Rhein und Ruhr. Dialektologische und soziolinguistische Studien zur sprachlichen Situation im Rhein-Ruhr-Gebiet und ihrer Geschichte (= Zeitschrift für Dialektologie und Linguistik. Band 50, Beiheft). Stuttgart 1985, ISBN 3-515-04243-1.
- Arend Mihm: Die Realität des Ruhrdeutschen; soziale Funktion und sozialer Ort einer Gebietssprache. In: Konrad Ehlich (Hrsg.): Sprache und Literatur an der Ruhr (= Schriften des Fritz-Hüser-Instituts der Stadt Dortmund: Reihe 2, Forschungen zur Arbeiterliteratur. 10). Klartext-Verlag, Essen 1995, ISBN 3-88474-252-3, S. 15–34.
- Arend Mihm: Alter und neuer Dialekt im Industriegebiet; zum Sprachgebrauch in der Region Duisburg. In: Volkskultur an Rhein und Maas. 8, 1, Landschaftsverband Rheinland, Amt für Rheinische Landeskunde, Bonn 1989, Rheinland-Verlag, ISSN 0931-8496, S. 64–77.
- René Schiering: From Documentation to Grammatical Description. Prepositional Phrases in Ruhrdeutsch. In: Andreas Dufter, Jürg Fleischer, Guido Seiler (Hrsg.): Describing and Modeling Variation in Grammar (= Trends in Linguistics. Studies and Monographs. 204). Mouton de Gruyter, Berlin 2009, ISBN 978-3-11-020590-9.
- René Schiering: Flektierte Präpositionen im Deutschen? Neue Evidenz aus dem Ruhrgebiet. In: Zeitschrift für Dialektologie und Linguistik. 72, 2005, ISSN 0044-1449, S. 52–79.
- René Schiering: Klitisierung von Pronomina und Artikelformen. Eine empirische Untersuchung am Beispiel des Ruhrdeutschen (= Arbeitspapier. 44 (Neue Folge)). Institut für Sprachwissenschaft, Universität zu Köln, Köln 2002, ISSN 1615-1496 (PDF).

### Weitere Literatur
- Werner Boschmann: Lexikon der Ruhrgebietssprache von Aalskuhle bis Zymtzicke. Mit den Höhepunkten der deutschen Literatur – in reinem Ruhrdeutsch. Verlag Henselowsky Boschmann, Essen 1993, ISBN 3-922750-01-X.
- Karl-Heinz Henrich: Ruhrdeutsch, die Sprache des Reviers (= Kauderwelsch. Band 146). Reise Know-How Verlag Rump, 2001, ISBN 3-89416-555-3.
- Heinz H. Menge: Mein lieber Kokoschinski! Der Ruhrdialekt. Aus der farbigsten Sprachlandschaft Deutschlands. Verlag Henselowsky Boschmann, Bottrop 2013, ISBN 978-3-942094-36-8.
- Claus Sprick: Hömma! – Sprache im Ruhrgebiet. 12. Auflage. Klartext Verlag, ISBN 978-3-8375-0151-3.